# Combat de Mollet
La Batalla de Mollet o l'Acció de Mollet va tenir lloc a Mollet del Vallès el 21 de gener de 1810, entre una força de 2.160 soldats francesos comandats pel general Guillaume Philibert Duhesme i una força espanyola de 3.000 homes sota Luis González-Torres de Navarra y Castro, marquès de Campoverde.

## Antecedents
Un cop caiguda Girona en 1809 i assegurades les comunicacions amb França, Pierre François Charles Augereau, el nou Governador General de Catalunya pretenia assegurar el camí fins a Barcelona, i atacat per les guerrilles, va deixar al comandament del Setge d'Hostalric a Luigi Mazzucchelli i es va dirigir amb 9.000 homes i el convoi, i Duhesme, amb 2.000 homes, va sortir de Barcelona el 21 de gener en direcció a Granollers al seu encontre.

## Batalla
La divisió espanyola del Llobregat dirigida per Luis González-Torres de Navarra y Castro va interceptar i destruir l'avantguarda francesa del 112è regiment d'infanteria del comandant Charles Albert de Wautier de 500 homes a Santa Perpètua de Mogoda. Després, els espanyols van marxar cap a Mollet per enfrontar-se a la resta de forces Duhesme (1.500 regulars, 160 cuirassiers i 2 canons). Els francesos es van veure envoltats per la força espanyola i finalment, després d'una defensa vigorosa, els francesos es van rendir.

## Conseqüències
Els espanyols van capturar 500 soldats francesos, 140 cuirassers, 2 canons i l'equipatge. Duhesme i la resta de la seva força van fugir a Granollers, i es van salvar per un altre atac espanyol gràcies a l'arribada del general Augereau, nebot del mariscal, amb 9.000 homes.
El dia 2 de febrer, un cos de l'exèrcit imperial d'uns 10.000 homes i 1.500 cavalls, comandat novament per Joseph Souham s'apropà novament a Vic venint des de Barcelona, on derrotà a Enrique José O'Donnell. Després de la desfeta de Vic, el general O'Donnell aconseguí reunir 15.000 homes, i envià al general Caro a Vilafranca i Manresa on derrotà els francesos, i el dia 22 d'abril sortí de Tarragona i, passant per Montblanc, es dirigí cap a Lleida, amenaçada per les forces del mariscal Suchet, sent interceptat i derrotat en la batalla de Margalef el 23 d'abril. El 13 de maig les tropes franceses ocupen la fortalesa d'Hostalric, i Lleida el 14 de maig.